# Helianthemum berterianum
Helianthemum berterianum är en solvändeväxtart som beskrevs av Antonio Bertoloni. Helianthemum berterianum ingår i släktet solvändor, och familjen solvändeväxter. Inga underarter finns listade i Catalogue of Life.